# Gerwyn Price
Pour les articles homonymes, voir Price.
Gerwyn Price (né le 7 mars 1985 à Cardiff) est un joueur gallois professionnel de fléchettes. Le 3 janvier 2021, il devient champion du monde de la PDC, en dominant en finale Gary Anderson sur le score de 7 sets à 3. Grâce à cette victoire, il devient no 1 mondial, succédant au Néerlandais Michael van Gerwen.
Il a été talonneur de rugby à XV (Neath RFC et Cross Keys RFC) et joueur de rugby à XIII (South Wales Scorpions).
Il est surnommé The Iceman.

## Parcours professionnel
Double vainqueur de la Coupe du monde, Price a connu une ascension fulgurante depuis qu'il a rejoint le circuit PDC en 2014, remportant dix titres télévisés pour devenir l'un des noms les plus établis de ce sport.
L'ancien professionnel du rugby a gravi les échelons avant de décrocher sa première couronne télévisée lors du Grand Slam of Darts 2018, le premier de ses trois triomphes à Wolverhampton.
Price a ajouté trois autres titres à son palmarès en 2020, dont la Coupe du monde de fléchettes, avant d'être couronné champion du monde pour la première fois en janvier 2021.
Il a battu Gary Anderson 7-3 en finale à l'Alexandra Palace, devenant ainsi le dixième joueur de l'histoire du PDC à atteindre le statut de numéro un mondial.

### Nine-dart finishes
| N° | Date            | Adversaire         | Tournoi                                 | Méthode                             |
| -- | --------------- | ------------------ | --------------------------------------- | ----------------------------------- |
| 1  | 1 Janvier 2022  | Michael Smith      | Championnat du monde de fléchettes 2022 | 3 x T20; 3 x T20; T19, T20, D12     |
| 2  | 17 Février 2022 | Michael van Gerwen | Premier League 2022                     | 2 x T20, T19; 3 x T20; 2 x T20, D12 |
| 3  | 17 Février 2022 | James Wade         | Premier League 2022                     | 3 x T20; 3 x T20; T19, T20, D12     |
| 4  | 23 Julliet 2022 | Danny Noppert      | World Matchplay 2022                    | 3 x T20; 3 x T20; T19, T20, D12     |
| 5  | 4 Avril 2024    | Michael Smith      | Premier League 2024                     | 3 x T20; 3 x T20; T19, T20, D12     |
| 6  | 10 Avril 2025   | Luke Littler       | Premier League 2025                     | 3 x T20; 3 x T20; T19, T20, D12     |
| 7  | 15 Mai 2025     | Stephen Bunting    | Premier League 2025                     | 3 x T20; 3 x T20; T19, T20, D12     |

## Patrimoine personnel
Gerwyn Price dispose d'un patrimoine financier important, grâce aux nombreuses collaborations commerciales /sponsoring et aux prix remportés lors de sa carrière.
Depuis ses débuts en 2014, The Iceman a gagné toujours plus chaque année, jusqu’à atteindre des gains de 892 500 £ en 2021.